# George Tomasini
George Tomasini (Springfield, 20 aprile 1909 – Hanford, 22 novembre 1964) è stato un montatore statunitense.
Collaborò come montatore a nove film di Alfred Hitchcock.
Ottenne la candidatura all'Oscar al miglior montaggio nel 1960 per Intrigo internazionale ma fu battuto da Ralph E. Winters e John D. Dunning per Ben-Hur.

## Filmografia parziale
- Corsari della terra (Wild Harvest), regia di Tay Garnett (1947)
- Furore sulla città (The Turning Point), regia di William Dieterle (1952)
- Stalag 17, regia di Billy Wilder (1953)
- Il mago Houdini (Houdini), regia di George Marshall (1953)
- La pista degli elefanti (Elephant Walk), regia di William Dieterle (1954)
- La finestra sul cortile (Rear Window), regia di Alfred Hitchcock (1954)
- Caccia al ladro (To Catch a Thief), regia di Alfred Hitchcock (1955)
- L'uomo che sapeva troppo (The Man Who Knew Too Much), regia di Alfred Hitchcock (1956)
- Il ladro (The Wrong Man), regia di Alfred Hitchcock (1956)
- La donna che visse due volte (Vertigo), regia di Alfred Hitchcock (1958)
- Intrigo internazionale (North by Northwest), regia di Alfred Hitchcock (1959)
- L'uomo che visse nel futuro (The Time Machine), regia di George Pal (1960)
- Psyco (Psycho), regia di Alfred Hitchcock (1960)
- Gli spostati (The Misfits), regia di John Huston (1961)
- Il promontorio della paura (Cape Fear), regia di J. Lee Thompson (1962)
- Gli uccelli (The Birds), regia di Alfred Hitchcock (1963)
- Le 5 mogli dello scapolo (Who's Been Sleeping in My Bed?), regia di Daniel Mann (1963)
- Marnie, regia di Alfred Hitchcock (1964)
- Prima vittoria (In Harm's Way), regia di Otto Preminger (1965)